# Leavenworth (Kansas)
Leavenworth es una ciudad ubicada en el condado de Leavenworth en el estado estadounidense de Kansas. En el año 2010 tenía una población de 35251 habitantes y una densidad poblacional de 578,83 personas por km².

## Geografía
Leavenworth se encuentra ubicada en las coordenadas 39°18′30″N 94°55′22″O / 39.30833, -94.92278 (39.308248, -94.922740).

## Historia
Leavenworth, fundada en 1854, fue la primera ciudad incorporada de Kansas. La ciudad se encuentra justo al sur del Fort Leavenworth, acantonamiento establecido en 1827 por el coronel Henry Leavenworth. El fuerte estuvo localizado en los límites de la ciudad hasta que fue absorbido por la misma en 1977.

## Gobierno
Prisiones civiles federales (de la Agencia Federal de Prisiones o BOP):
- Penitenciaría de los Estados Unidos, Leavenworth

Prisiones militares:
- United States Disciplinary Barracks
- Midwest Joint Regional Correctional Facility

## Demografía
Según la Oficina del Censo en 2000 los ingresos medios por hogar en la localidad eran de $40,681 y los ingresos medios por familia eran $48,836. Los hombres tenían unos ingresos medios de $36,953 frente a los $24,235 para las mujeres. La renta per cápita para la localidad era de $18,785. Alrededor del 9.1% de la población estaban por debajo del umbral de pobreza.